# 다큐멘터리 역사를 찾아서
다큐멘터리 역사를 찾아서는 KBS의 라디오 다큐 드라마이다. KBS 한민족방송과 KBS 3라디오, 그리고 KBS 1라디오에서 방송되고 있으며, 팟캐스트로도 들을 수 있다. 2004년 경 대한민국에서 중국의 동북공정에 대한 관심이 높아졌다. 이러한 관심에 공영방송으로써 부응하고자 고구려사를 다루면서 방송이 시작되었다. 첫화는 2004년 10월 23일이었으며, 이후 한국의 역사 전반으로 내용을 넓히어 현재에 이르고 있다. 단, 이 프로그램은 모두 전국방송이다.

## 수상 목록
- 2022년 제49회 한국방송대상 다큐멘터리 라디오부문 작품상 (KBS '다큐멘터리 역사를 찾아서' 1000회 특집 편)